# Djamasp
Djamasp, död mellan 530 och 540, var en persisk kung av den sassanidiska ätten. Han regerade mellan 496 och 498. Han var yngre bror till kung Kavadh I och son till Perouz I.